# Making Mirrors
Making Mirrors – trzeci album studyjny Woutera De Backera znanego pod pseudonimem Gotye. Premiera odbyła się 19 sierpnia 2011 roku nakładem australijskiej wytwórni muzycznej Eleven.
Album w Polsce uzyskał certyfikat podwójnej platynowej płyty.

## Lista utworów
1. "Making Mirrors" – 1:01
2. "Easy Way Out" – 1:57
3. "Somebody That I Used to Know" (gościnnie Kimbra) – 4:04
4. "Eyes Wide Open" – 3:11
5. "Smoke and Mirrors" – 5:13
6. "I Feel Better" – 3:18
7. "In Your Light" – 4:39
8. "State of the Art" – 5:22
9. "Don't Worry, We'll Be Watching You" – 3:18
10. "Giving Me a Chance" – 3:07
11. "Save Me" – 3:53
12. "Bronte" – 3:18

Bonus tracks:
1. "Dig Your Own Hole" – 4:23
2. "Somebody That I Used to Know – Faux Pas Remix" – 3:59
3. "Showdown Below My Sombrero" – 2:30